# Ilse-Pisk-Stiege

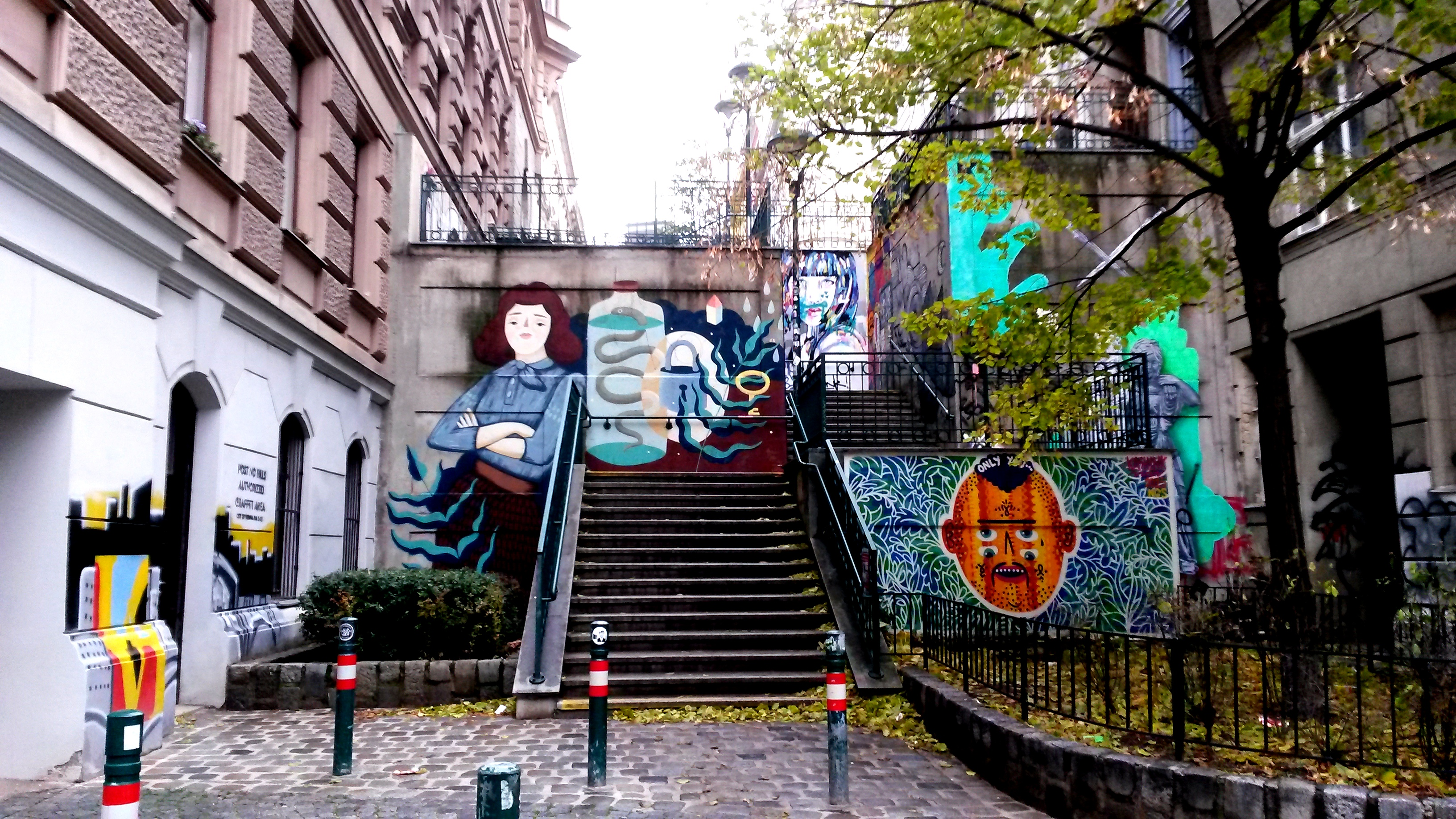
Gesamtansicht

Die Ilse-Pisk-Stiege (umgangssprachlich Capistranstiege) ist eine Stiegenanlage im 6. Wiener Gemeindebezirk Mariahilf. Sie überwindet im Verlauf der Capistrangasse den Niveauunterschied zwischen Windmühlgasse und Fillgradergasse. Steile Gefälle zum Wienfluss sind typisch für den Bezirk, weswegen hier einige Stiegenanlagen angelegt worden sind. Die meisten dieser Stiegenanlagen entstanden um 1900, dies hängt mit der damals erfolgten Regulierung des Wienflusses und der damit verbundenen Assanierung der flussnahen Wohngegenden zusammen. 
Der Straßendurchbruch zwischen Windmühlgasse und Fillgraderstraße erfolgte 1898, die Anlage der Stiege 1906. Ursprünglich hieß sie Capistranstiege, wie die Capistrangasse benannt nach Johannes Capistran. Sie ist die zweite Stiege dieses Namens, eine volkstümlich Bettlerstiege genannte Capistranstiege befand sich ein wenig weiter östlich, wurde um 1900 planiert und ging in der Königsklostergasse auf.
Ihren heutigen Namen erhielt die Stiege 2021, Ilse Pisk (1892–1942) war Fotografin und Opfer der NS-Herrschaft.
Die Stiege ist in kubischen Formen mit zwei Zwischenpodesten angelegt.

## Malereien
Im Rahmen des Street-Art-Festivals Calle Libre wurden 2015 an der Stiege Wandmalereien angebracht. Das österreichische Kollektiv Perfekt World malte zwei klassisch anmutende Frauenfiguren. Eine Frauendarstellung zeigt auch die Arbeit des aus der Dominikanischen Republik stammenden aber in Wien lebenden Künstlers Jerson Jiménez. Eher abstrakt sind die Arbeiten des österreichischen Kollektivs Skirl. Die Malereien der Pariser Künstlerin Kashink zeigen cartoonhafte Abbildungen schnurrbärtiger Männer, die oft mit zwei Augenpaaren abgebildet sind. Die Frauenfigur mit der nebenstehenden Abbildung von Schlange, Schlüssel und Schloss stammt von der österreichischen Künstlerin Frau Isa.

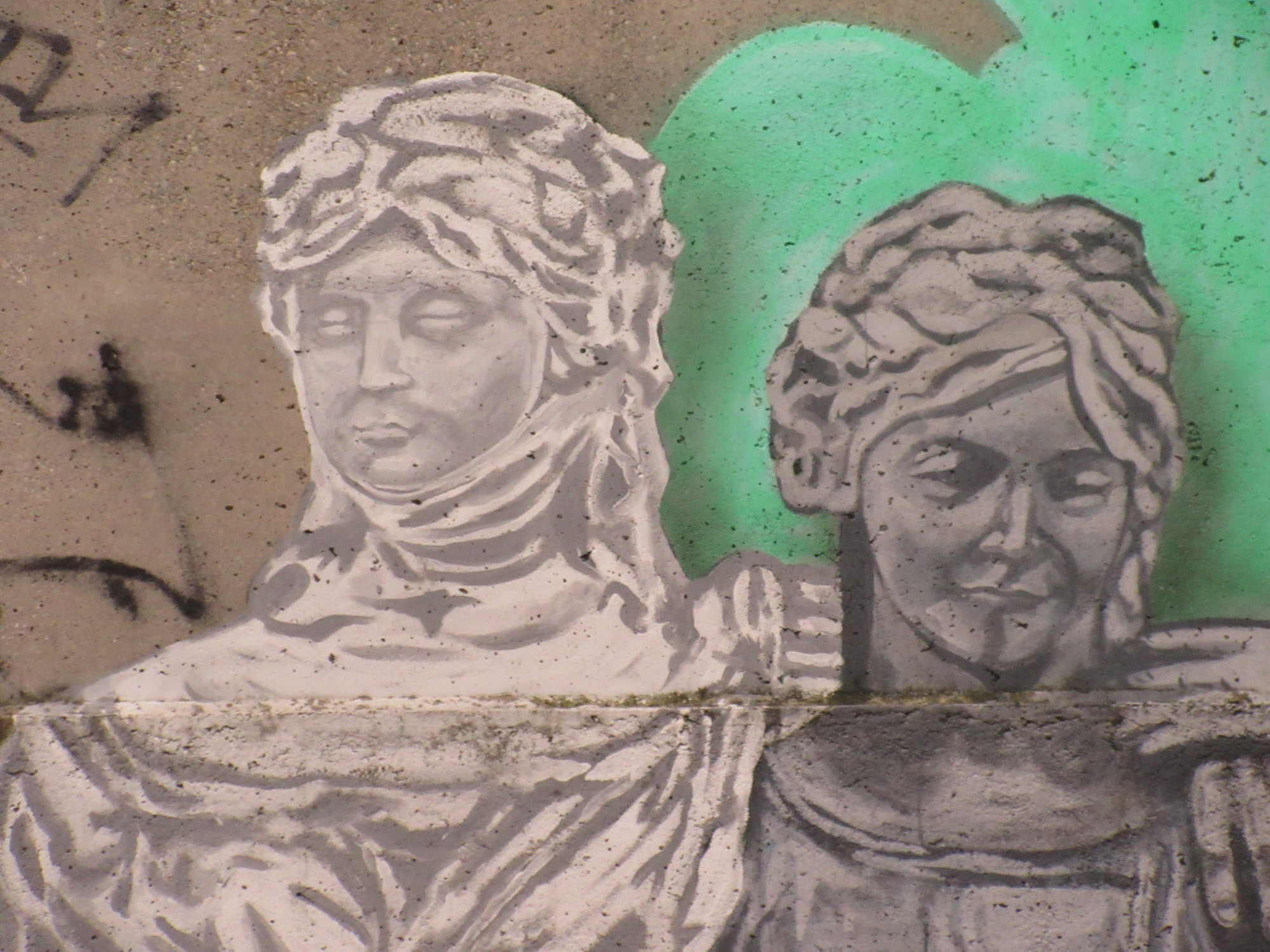
Perfekt World
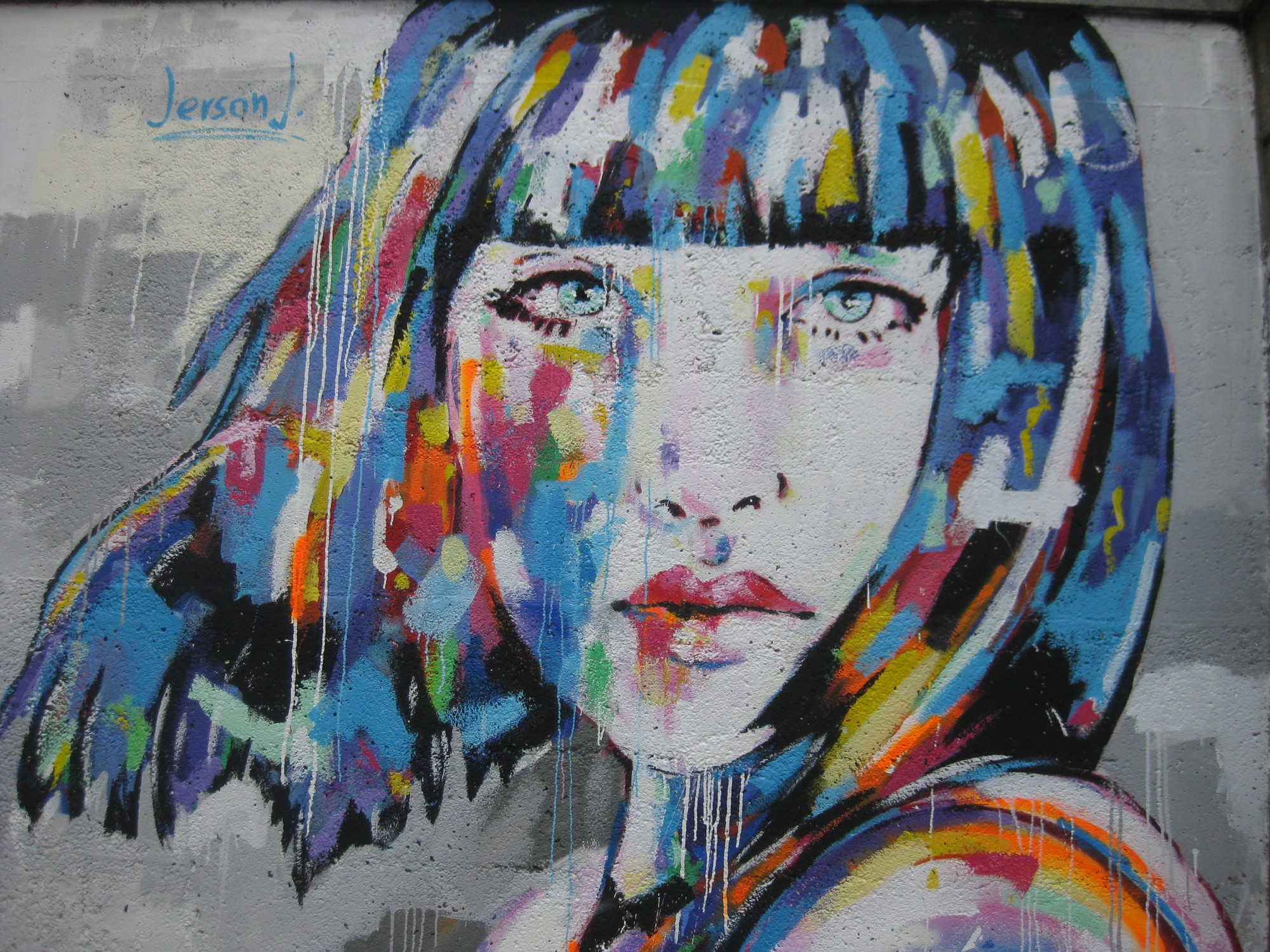
Jerson Jiménez
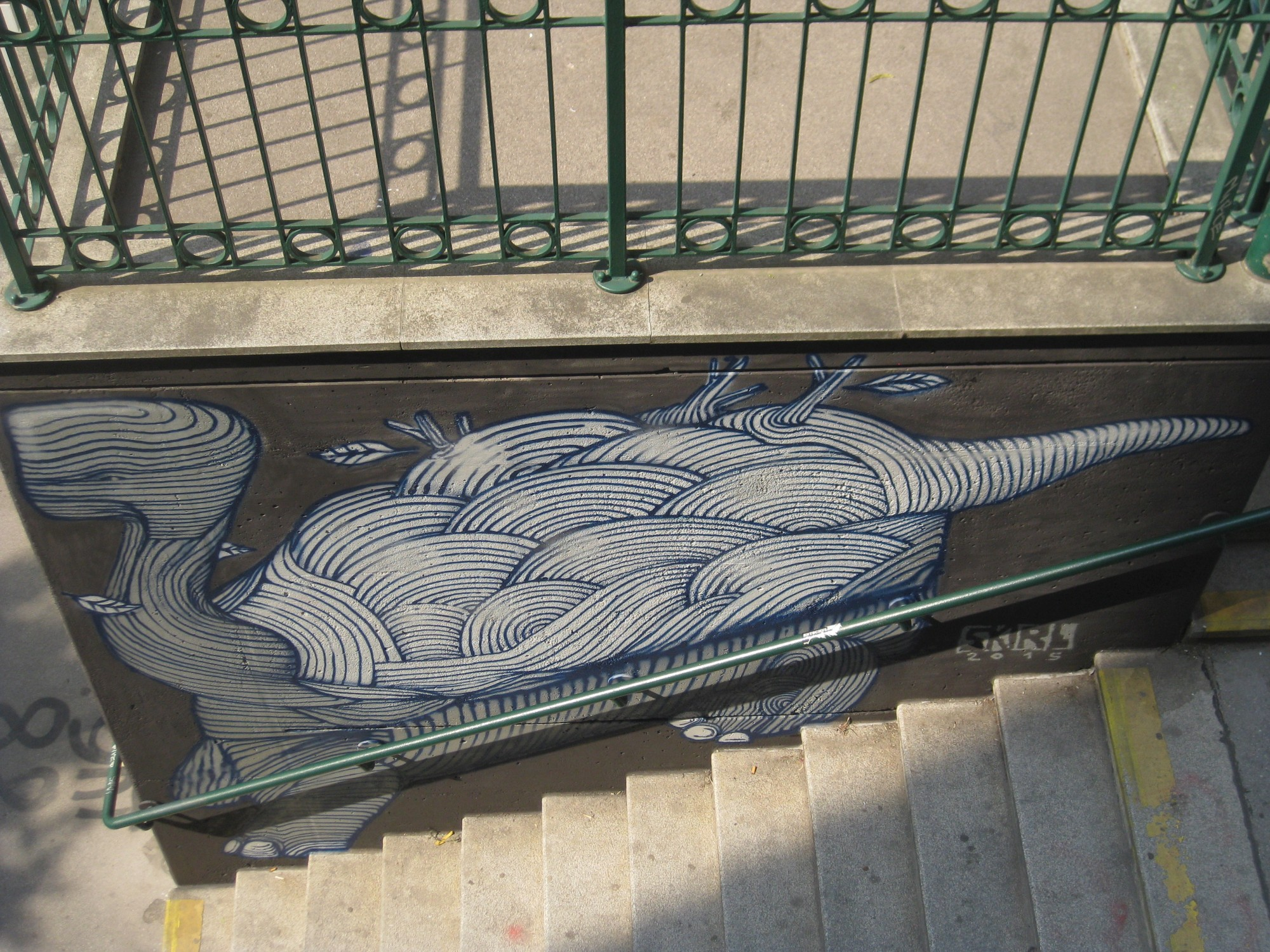
Skirl
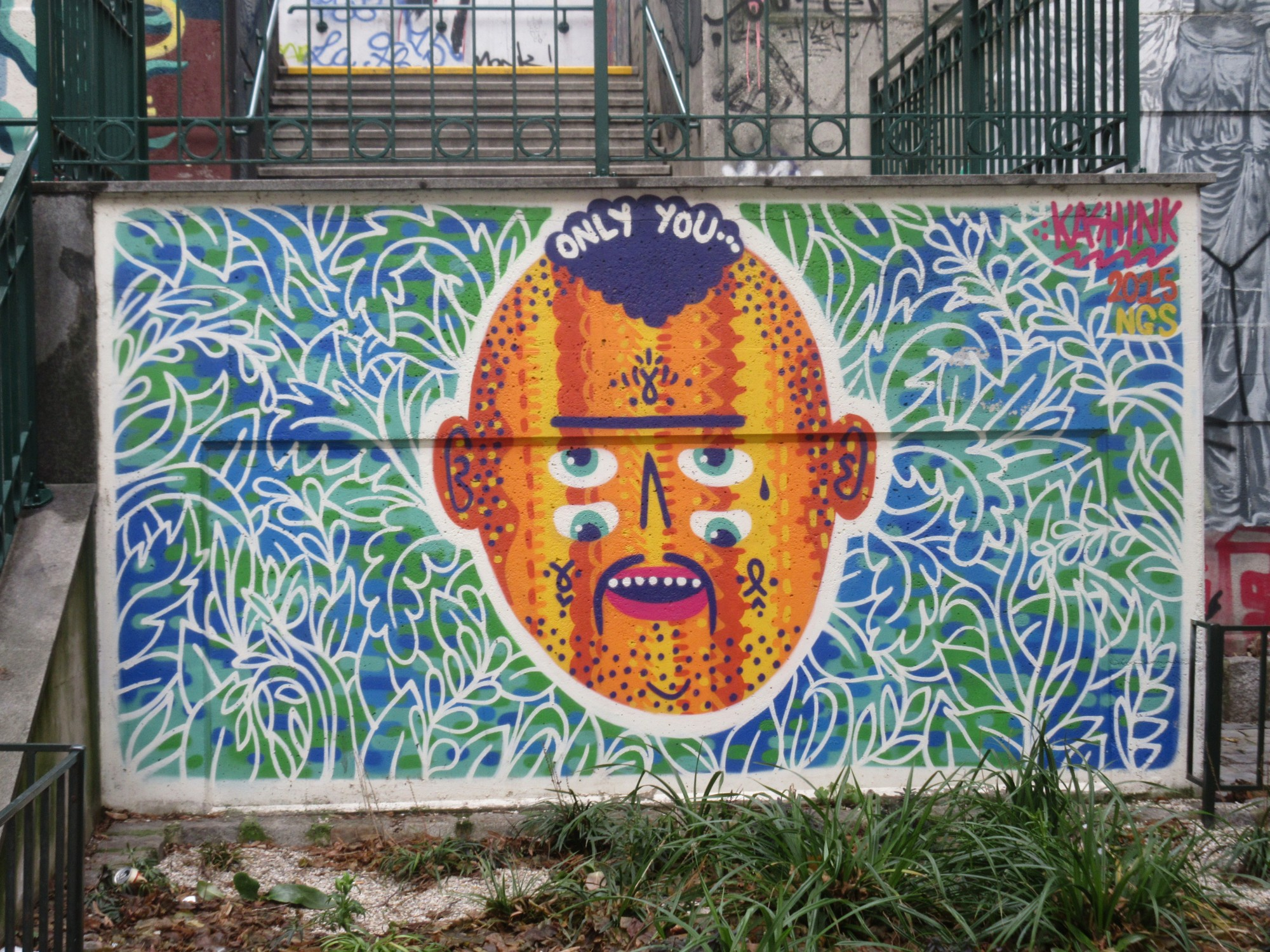
Kashink
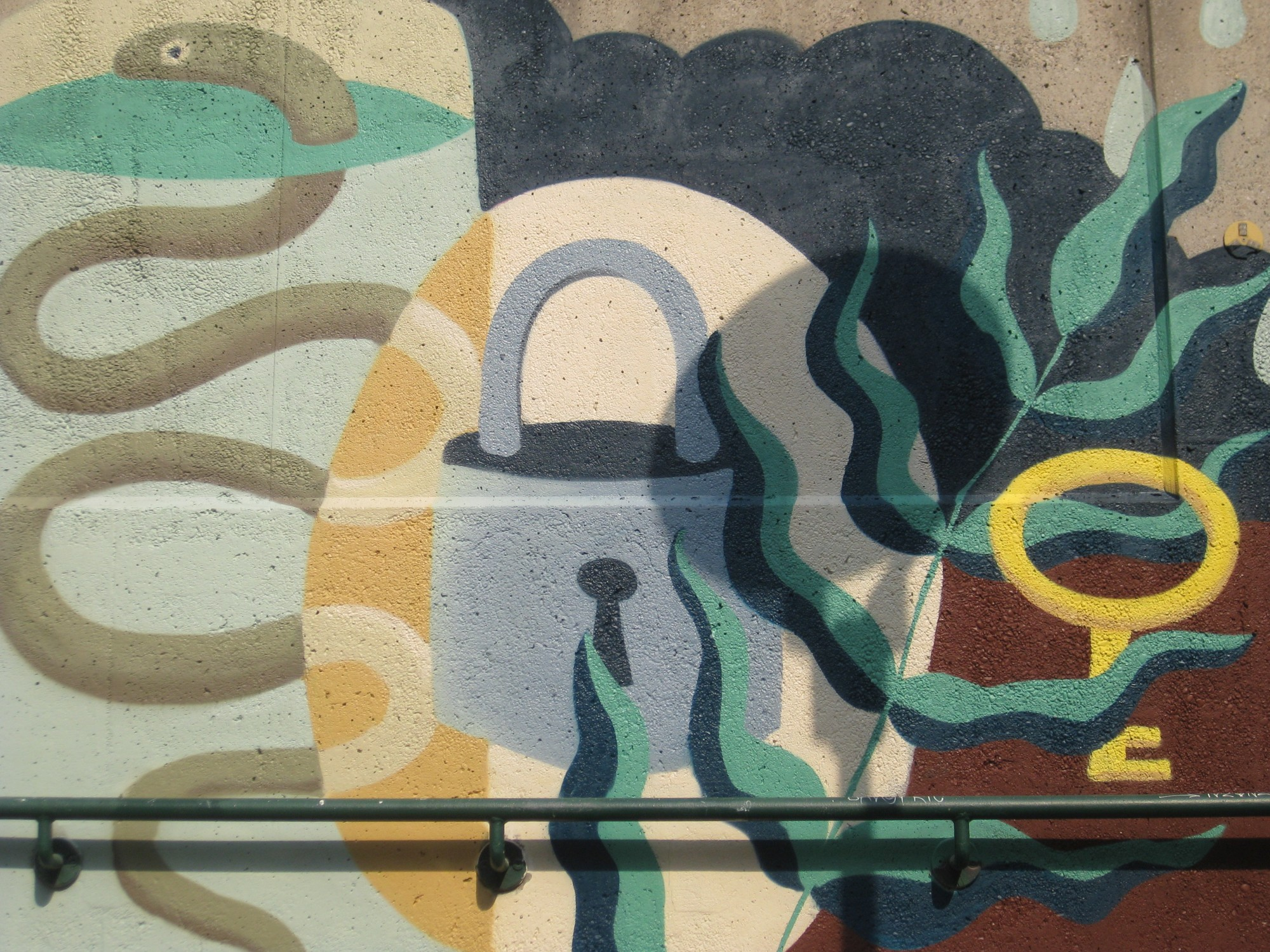
Frau Isa